# クネシュケ対LAION事件
クネシュケ対LAION事件（クネシュケたいライオンじけん）は、人工知能（AI）の学習データ用に自身の写真作品が無断で利用されたとして、写真家 Robert Kneschke（ロベルト・クネシュケ）がデータ収集者のドイツ非営利団体 LAION（ライオン）を著作権侵害で提訴した民事事件である。AIを巡る著作権侵害訴訟はドイツ国外でも複数起こっており、当事件は世界に先駆けたAI関連判決として注目されている。第一審のドイツ・ハンブルク地方裁判所は2024年9月27日、原告クネシュケの訴えを棄却している。
欧州連合（EU）では2019年にDSM著作権指令を成立させ、これに合わせてドイツも国内著作権法（略称:UrhG）を2021年に改正した:§ 序言。これにより、AIを前提とした「テキストおよびデータマイニング」（略称: TDM）による著作物無断利用を条件付きで適法化している。そのため、EU著作権法とドイツ国内法両方の条文解釈が焦点となった。さらにEUでは2024年8月からAI法が施行され、ハンブルク地裁がAI法にまで踏み込んで言及している点も注目されている。
クネシュケが無断収集されたと主張する写真作品は、マイクロストック写真サイト bigstockphoto.com（以下「写真サイト」と表記）に掲載して有料販売していたものである。写真サイトの利用規約には、機械収集によるダウンロードやデータ抽出（英: scraping、スクレイピング）を禁じる旨が明記されていたことから、このような利用規約がAI学習用データ収集からの防御手段として法的に有効なのかも判決では言及されている。
なお、LAIONはAIモデル開発者ではなく、あくまでAIモデル開発者などにデータを提供している仲介者の位置づけとして審理されている。そのため、本件ではAIモデル全般の適法性については問われていない点に留意が必要である。
一審の敗訴判決から約1か月後、原告側は控訴したと公表している。控訴の場合には、EUの法令を審理する欧州司法裁判所（CJEU）にドイツの国内裁判所から判断が付託される可能性もある。

## 事実経緯

LAIONの公式ロゴ

被告のLAIONは、人工知能 (AI) 学習・研究用データなどを無償で提供しているドイツの非営利団体である。米国の非営利団体Common Crawlがインターネット上を巡回して自動収集したデータに基づき、LAIONは「LAION-5B dataset」という名称のデータセットを2021年に構築した。例えば「パン生地を練る幸せそうなパンダ」とAIに条件をテキスト入力すると、条件に合致したイメージ画像を自動で生成できる仕組みをText-to-imageモデルと一般的に呼ぶ。LAION-5Bは58億5,000万枚の画像と説明テキスト文を対 (ペア) にしたデータセットであり、このようなText-to-imageモデルの生成AIに用いられる。
ただしLAION-5Bは、インターネット上の他者の著作物たる画像をダウンロード・複製して直接取り込んでいるわけではなく、あくまで画像へのハイパーリンク (URL) のみを保持しており、これと説明文を対にしている。一方で「団体」としてのLAIONは、データセットとしてのLAION-5Bの精度を高めるためにインターネット上の画像をダウンロードした上で解析し、テキスト内容が画像のイメージと合致しているか組織内部で検証している。合致しない精度の低い画像のハイパーリンクとテキストのペアはLAION-5Bから除去された上で、AI開発者などが利用できるよう、無償で一般公開されている。
原告の写真家 Robert Kneschke (ロベルト・クネシュケ) は、自身の著作物たる写真作品をマイクロストック写真サイト bigstockphoto.com に掲載して有料販売していた。写真サイトの閲覧者には透かし模様が入った見本用の画像が表示される仕組みであり、購入前に誰もが無料で閲覧できる状態である。写真サイトの利用規約では、ボット (bot) のような機械プログラムによる画像のダウンロードや検索インデックス付け、データ抽出 (英: scraping) などを禁じる旨が明記されていた。この利用規約は一般的なウェブページに掲示してあり、「自然言語」(natural language) で記述されていた (誰もが読める言語でページに「ベタ打ち」表示される方式)。
LAIONがこの利用規約に反し、クネシュケの作品を写真サイトから無断でデータ抽出した行為は著作権侵害であるとして、クネシュケがLAIONを提訴した。LAIONは法人格としては非営利団体ではあるものの、営利企業から出資を受け、またコンピューティング設備を供与されるなど、営利企業と協働している点もクネシュケは問題提起している。

## 争点
一審のハンブルク地裁で審理された争点は以下のとおりである。
1. LAIONの行為は、「科学研究目的」の「テキストおよびデータマイニング」(略称: TDM)[注 4]に該当するか？
2. LAIONは著作権法上が規定する「非営利」団体に該当するか？
3. 写真サイトの利用規約の掲示方式は、AI学習目的の自動収集を拒否する意思表示 (オプトアウト) として法的に有効か？

### 科学研究と非営利性
1．商業的な目的を追求しないもの

2．収益の総額を学術の研究に再投資するもの

3．国が認めた職務権限の枠内において、公共の利益のために活動するもの

なお前提条件として、EUでは著作権者が著作物の独占権を有し、原則第三者が無断で利用できない。その上で著作権者の独占権に「例外と制限」を設けて、第三者の無断利用を一部適法化している。この「例外・制限」はEU著作権法 (各種指令) によって「具体的」に条文上で明文化されており、EU加盟国はこれ以外の例外・制限を国内法で追加で設けてはならないとしている。これに対し、米国著作権法ではフェアユース (公正利用) の条項を設けて、無断利用の適法基準を「抽象的」に述べている。米国ではどこまでが適法かは立法 (法律の条文) ではなく司法 (裁判所) の個別判断に委ねられており、EUと米国では適法の判定方法に大きな違いがある。
上述のTDMは、2019年成立のDSM著作権指令によって例外・制限項目に追加されている。同指令 第3条は、研究機関による科学研究目的のTDMに関する例外・制限規定である。また同指令 第4条は、商用目的も含めた科学研究以外のTDM全般について規定している。DSM著作権指令を国内法化すべく、2021年にドイツ国内でも著作権法 (略称: UrhG) が改正され、UrhG 第44b条と第60d条が追加された。UrhG 第44b条が営利目的も含むTDM全般の規定であるのに対し、UrhG 第60d条は非営利の研究目的、ないし公益に資するTDMに限定した特別規定である。
DSM著作権指令以前の主要なEU著作権指令としては、2001年に成立した情報社会指令 (Directive 2001/29/EC) が知られており、21の制限・例外項目を規定している。そのため、情報社会指令の前文 (42) では、「非営利」や「科学研究」といった用語の意図について言及しており、これに基づいてLAIONの非営利性について審理された。

### オプトアウトの形式
UrhG 第44b条 第3項では、著作権者が自身の著作物をこうした研究目的のTDMに利用されないよう、自動収集を拒否する意思表示 (オプトアウト) を選択できる旨が規定されている。ただしその意思表示は「機械的に読み取り可能な形式」(英: machine-readable format) で行われている必要があり、これはDSM著作権指令 第4条 第3項でも用いられている文言であるが、具体的な定義は明記されていない。さらに、DSM著作権指令と同年の2019年に成立した通称「オープンデータ指令」(Directive (EU) 2019/1024)は公共性の高いデータの再利用促進を目的としており、前文 (35) でも同じく「機械的に読み取り可能な形式」について言及されている。
2024年8月に発効したEU規則のAI法 (Regulation (EU) 2024/1689) 第53条(1)項(c)号では、「最先端の技術を用いて」DSM著作権指令 第4条 第3項を遵守するよう、AI開発者に義務付けている。
こうした条文上の「TDM」や「科学研究」、「非営利」、「機械的に読み取り可能な形式」や「最先端の技術」といった文言解釈が法廷で問われることとなった。

## 判決

### 一審
2024年9月27日、ドイツのハンブルク地方裁判所は著作権侵害の訴えを棄却した (事件番号: 310 O 227/23)。その判旨は以下のとおりである。
1. UrhG 第60d条が認める「科学研究」目的の適法なTDMか？ → 適法と判断
  - データセットLAION-5Bを構築する上で行ったLAIONの画像ダウンロードやデータ抽出は、科学研究目的のTDMの適法範囲内である[10][4]。ここでの「科学研究」の文言は広義に解釈される。LAIONは直接的には科学的発見をもたらしていないものの、LAION-5Bは他の研究者に提供されており、基礎研究に寄与していると判断された[10]。
  - 原告は「生成AIが原著作物の創作的な表現まで盗んでおり、TDMの適法範囲を超えている」と主張したが、そもそもLAIONには当てはまらない。なぜならば、LAIONは生成AIを開発・運用する第三者にデータセットを提供しているにすぎないためである[10]。換言すると、LAION-5Bを使っている生成AI各社が適法か否かは、当判決の範疇外である[10][11]。
2. UrhG 第60d条が認める「非営利」の適法なTDMか？ → 適法と判断
  - LAION-5Bが無償で研究者などに提供されていることから、非営利である[11]。
  - 原告はLAIONが営利企業から資金やコンピューター処理の物理設備を提供されており、こうした営利企業と近い関係性を保っていると主張した[10][11]。しかしハンブルク地裁は、こうした協働相手の営利企業がLAIONの活動に対して支配的な影響力をおよぼしておらず、かつLAIONの研究成果に優先的にアクセスできる立場にもないことから、第60d条 第2項の最終文に明記された「非営利とはみなせない条件」には合致しないと判断した (つまりLAIONの活動や成果は非営利と判断された)[10]。
  - その論拠として、情報社会指令の前文 (42) を参照している。同指令では、非営利か否かは実質的な活動内容によって判断され、組織構造や外部からの資金調達ルートについては不問であると規定している[5]。
  - 例外・制限規定の適法性を判断するにあたっては、通称「スリーステップテスト」(three-step test) が用いられる。著作物の利用によって著作権者に不当な不利益をおよぼさないかが判断基準とされ、この観点からも問題ないと判断された[10]。写真サイト上に掲載された透かし入り画像は一般無料公開されており、これにLAIONがアクセスした行為も適法である[10]。
3. UrhG 44b条 第3項が定める「オプトアウト」はどのような形式であれば法的に有効か？ → 利用規約が「自然言語」で記述されていても有効
  - 「機械的に読み取り可能な形式」(英: machine-readable format) とは、これまでの学説では「自然言語」での記述は含まれないと解されていた (自然言語とは、プログラミング言語で記述されていない、一般的な閲覧者が理解できる利用規約のベタ打ちされたテキスト文書である)[10][5]。
  - しかしハンブルク地裁は、これを「機械が理解できる形式」(英: machine-understandable format) だと解釈を示した。そして判決時点のAIは、ベタ打ちされた自然言語の利用規約を読んで理解できるだけの技術水準に達していると判断した[10]。
  - その論拠として、2024年8月に発効したAI法 (Regulation (EU) 2024/1689) の第53条 第1項(c)号を参照している。同法では「最先端の技術を用いて」DSM著作権指令で規定されているオプトアウトの権利を保障するよう、AI開発者に求めている。最先端の技術水準であれば、自然言語の利用規約を判読可能と判断された[10]。
  - 一方、オープンデータ指令 (Directive (EU) 2019/1024) の前文 (35) でも「機械的に読み取り可能な形式」の文言が用いられているが、は本事件とは別目的のためオープンデータ指令は審理対象外と判断された[10]。
  - オプトアウトの意思表示は著作権者が直接行う必要はなく、著作権者からライセンスを供与された第三者 (今回であれば代理販売している写真サイト) が利用規約上で意思表示をしても法的に有効だとハンブルク地裁は認めた。

### 控訴審
一審判決から約1か月後の2024年11月上旬、原告は自身のウェブサイト上で控訴したと公表している。控訴となった場合には、欧州連合 (EU) の法令を審理する欧州司法裁判所 (CJEU) にドイツの国内裁判所から判断を付託される可能性も専門家から指摘されている。

## 判決の分析と批判
一審ハンブルク地裁の判決は、「科学研究」の定義が広く、また「非営利」の定義も柔軟に解釈されたと複数の法曹実務家から指摘されている。しかし当判決を受けて、外部の営利企業・団体から研究活動の内容に大きな影響を受ける、あるいは成果物が営利企業・団体に優先的に提供される、といった活動体制の場合、非営利とは認められずに法的リスクが生じるとの分析もある。
オプトアウトの「機械が読み取り可能な形式」の解釈については、以下の問題が指摘されている。
- データ収集のタイミング: AI法の求める「最先端の技術を用いて」オプトアウトの権利を保障するとの文言だが、原告クネシュケの写真が無断収集されたのは2021年頃である。仮に判決の下された2024年時点では、自然言語で記述された利用規約を読み取るだけの技術水準にあったとしても、2021年時点の「最先端」とは異なるのではないか。
- 義務付けの対象のズレ: DSM著作権指令はAIモデル学習目的か否かを問わず、TDM全般に関して規定している。一方、「最先端の技術を用いて」遵守すべきは、汎用目的AIモデルのプロバイダー (general-purpose AI models、 略称: GPAI) に限定されるとAI法では規定している。したがって、自然言語の利用規約を読解するよう、GPAI以外の全TDM実施者に求めるのは拡大解釈ではないか。
- 実運用性: オンライン上のオプトアウトの意思表明形式は多種多様であり、すべてを読み取るのは困難ではないか。ウェブサイト上のすべてのページをクロール (巡回・収集) しなければならない。意思表明が画像や映像音声の中に埋め込まれている場合は読み取れない可能性もある。DSM著作権指令 第3項では「機械により読み取り可能となる手段のような適切な方法で」と述べており、著作物の外部利用者たるAI関係者にこうした負荷をかけるのは、果たして「適切な方法」と呼べるのか。

特に問題点最後に挙げた実運用性については、機械が読み取りやすい方法を業界全体で今後整備していく必要がある。現時点で推奨されている方法は以下のようにバラつきがある。
- Robots Exclusion Protocol (REP) の "robots.txt" -- 米国非営利団体インターネット協会傘下で運営されているインターネット技術特別調査委員会 (Internet Engineering Task Force、略称: IETF) が2022年に公式に認定した手法がREPである[10]。ウェブサイトのサーバー上に "robots.txt" と命名したテキストファイルを置き、このファイル内に自動クローラーやスクレーパーが読み取りやすい統一書式でオプトアウトの意思表明を書き込む[10][5]。
- Spawning APIと "ai.txt" -- 独立系第三者機関のSpawning[注 11]が開発・運営している方法で、"Do Not Train registry" (意訳: AI学習用データに用いないで) と呼ばれるレジストリに著作権者や写真サイトのようなライセンシーがオプトアウトの意思表明を登録しておく仕組み[27]。上述のREPが推進する "robots.txt" 方式は、データ収集者がウェブサイトに初回アクセスした時にのみ読み込まれるのに対し、"ai.txt"は専用インターフェース "Spawning API" を用いて読み取り、個々のコンテンツにアクセスするたびに都度読み込まれる違いがある[10]。
- TDM Reservation Protocol ("TDM ReP") - 既存の通信プロトコルを援用した手法で、業界団体のWorld Wide Web Consortium (W3C) が2024年2月に提唱した以下の3つの総称がTDM RePである[10]。
  - Transfer Protocol (HTTP): HTTPはウェブページ閲覧者のリクエストに応じて、サーバーが内容を表示する (応答する) 一般的な仕組みである。この通信規格にメタデータの "tdm-reservation" (意訳: TDMのオプトアウト留保条項) を埋め込んでオプトアウトを意思表明する方式。
  - Hypertext Markup Language (HTML): HTMLはウェブサイトを表記するプログラミング言語であり、この中に <meta> タグで囲まれた情報を保持している。このメタタグの中に "tdm-reservation" や "tdm-policy" (意訳: TDMの指針条項) のような値を保持させる方式。
  - JavaScript Object Notation (JSON): JSON形式の "tdmrep.json" のテキストファイルをウェブサーバー上のルートディレクトリー (階層構造の大元・最上位の場所) に置き、オプトアウト意思を表明する方式。